# The Seer (Swans)
| Recensione          | Giudizio |
| ------------------- | -------- |
| AllMusic            | [ 1 ]    |
| The Guardian        | [ 2 ]    |
| Sputnikmusic        | [ 3 ]    |
| Drowned in Sound    | [ 4 ]    |
| Pitchfork           | [ 5 ]    |
| Slant Magazine      | [ 6 ]    |
| The Independent     | [ 7 ]    |
| Spin                | [ 8 ]    |
| Tiny Mix Tapes      | [ 9 ]    |
| New Musical Express | [ 10 ]   |

The Seer è il dodicesimo album studio del gruppo statunitense rock sperimentale Swans pubblicato il 28 agosto 2012 dall'etichetta indipendente Young God Records fondata dal frontman Michael Gira.
Tra gli ospiti vi sono Karen O degli Yeah Yeah Yeahs, Alan Sparhawk e Mimi Parker dei Low, i membri del gruppo Akron/Family, Ben Frost, Grasshopper dei Mercury Rev e l'ex-membro degli Swans Jarboe.
Venne eletto "album dell'anno" dalla rivista italiana Rumore.

## Tracce

### CD
Disco 1
1. Lunacy (feat. Alan Sparhawk, Mimi Parker) – 6:09 (Michael Gira)
2. Mother of the World – 9:57 (Michael Gira)
3. The Wolf – 1:35 (Michael Gira / Christoph Hahn / Thor Harris / Christopher Pravdica / Phil Puleo / Norman Westberg)
4. The Seer – 32:14 (Michael Gira)
5. The Seer Returns (feat. Jarboe) – 6:17 (Michael Gira / Christoph Hahn / Thor Harris / Christopher Pravdica / Phil Puleo / Norman Westberg)
6. 93 Ave. B Blues – 5:21 (Michael Gira)
7. The Daughter Brings the Water – 3:40 (Michael Gira)

Durata totale: 65:13
Disco 2
1. Song for a Warrior (feat. Karen O) – 3:58 (Michael Gira)
2. Avatar – 8:51 (Michael Gira / Christoph Hahn / Thor Harris / Christopher Pravdica / Phil Puleo / Norman Westberg)
3. A Piece of the Sky – 19:10 (Michael Gira)
4. The Apostate – 23:01 (Michael Gira / Christoph Hahn / Thor Harris / Christopher Pravdica / Phil Puleo / Norman Westberg)

Durata totale: 55:00

### Vinile[12]
Lato A
1. Lunacy (feat. Alan Sparhawk, Mimi Parker) – 6:07 (Michael Gira)
2. The Apostate pt. 1 – 13:18 (Michael Gira / Christoph Hahn / Thor Harris / Christopher Pravdica / Phil Puleo / Norman Westberg)

Durata totale: 19:25
Lato B
1. The Apostate pt. 2 – 9:36 (Michael Gira)
2. A Piece Of The Sky pt. 1 – 9:36 (Michael Gira)

Durata totale: 19:12
Lato C
1. A Piece Of The Sky pt. 2 – 9:30 (Michael Gira)
2. 93 Ave. B Blues – 5:22 (Michael Gira)
3. The Daughter Brings The Water – 2:33 (Michael Gira)
4. Song For A Warrior (feat. Karen O) – 3:58 (Michael Gira)

Durata totale: 21:23
Lato D
1. Mother Of The World – 9:59 (Michael Gira)
2. Avatar – 9:59 (Michael Gira / Christoph Hahn / Thor Harris / Christopher Pravdica / Phil Puleo / Norman Westberg)

Durata totale: 19:58
Lato E
1. The Wolf – 1:35 (Michael Gira / Christoph Hahn / Thor Harris / Christopher Pravdica / Phil Puleo / Norman Westberg)
2. The Seer Pt. 1 – 18:56 (Michael Gira)

Durata totale: 20:31
Lato F
1. The Seer Pt. 2 – 13:17 (Michael Gira)
2. The Seer Returns (feat. Jarboe) – 6:15 (Michael Gira / Christoph Hahn / Thor Harris / Christopher Pravdica / Phil Puleo / Norman Westberg)

Durata totale: 19:32

### Edizione speciale
DVD
1. No Words / No Thoughts – 18:50
2. Avatar – 10:36
3. The Apostate – 19:31
4. Beautiful Child (Fragment) – 3:43
5. Jim – 8:16
6. Sex God Sex – 7:13
7. The Seer / I Crawled – 32:16

Durata totale: 100:25

## Formazione[13]

### Gruppo
- Michael Gira - voce, chitarra, armonica
- Norman Westberg - chitarra
- Christoph Hahn - lap steel guitar
- Phil Puleo - percussioni, hammered dulcimer
- Thor Harris - percussioni, campane tubolari, vibrafono, pianoforte, clarinetto
- Christopher Pravdica - basso
- Bill Rieflin - pianoforte, organo, sintetizzatore

### Altri musicisti
- Karen O - voce in Song for a Warrior
- Alan Sparhawk e Mimi Parker dei Low - coro in Lunacy
- Jarboe - coro in The Seer Returns e A Piece of the Sky
- Seth Olinsky, Miles Seaton, e Dana Janssen degli Akron/Family - coro in A Piece of the Sky
- Caleb Mulkerin e Colleen Kinsella dei Big Blood - fisarmonica, coro, dulcimer, chitarra, pianoforte
- Sean Mackowiak (Grasshopper) - mandolino, clarinetto
- Ben Frost - suoni addizionali in A Piece of the Sky
- Iain Graham - cornamusa on The Seer

Bruce Lamont - corni in The Seer
- Bob Rutman - steel cello in The Seer
- Cassis Staudt - fisarmonica
- Eszter Balint - violino
- Jane Scarpantoni - violoncello
- Kevin McMahon - batteria in The Seer Returns
- Bryce Goggin - pianoforte in Song for a Warrior
- Stefan Rocke - fagotto in The Seer